# Лодомерия
Лодомерия (лат. Lodomeria), Лодомирия — название Галицко-Волынского княжества, употребляемое в официальных документах XIII—XIV века (в декретах и буллах, издаваемых по разным вопросам католической пропаганды), написанных на латинском языке. 
В употребление название «Лодомерия» ввела папская канцелярия, название происходит от латинизированного имени столицы княжества города — Владимир.
Впервые «Лодомерия» упоминается в титулах венгерского короля Андрея II, который стремился захватить западнорусские земли Галиции и Волыни. Несмотря на то что венгры никогда не владели Волынским княжеством, их претензии на него были закреплены в титулах всех венгерских монархов XIII — XVIII веков в форме «король Галиции и Лодомерии».
Это название употреблялось в папской канцелярии, впервые ставшей обозначать именем стольного города (большею частью — Ладомерия, иногда — Фляндемирия) Галицко-Волынскую область в декретах и буллах, издаваемых по разным вопросам католической пропаганды в названной области [см. такие акты у А. Тейнера, «Vetera monumenta Poloniae Lithuaniae» etc.; y Тургенева, «Historica Russiae Monumenta», в сборнике Напирского и др.].
После наследования Габсбургами венгерской короны в XVIII веке австрийские императоры стали носителями титула «королей Галиции и Лодомерии». Завершив разделы Речи Посполитой, они образовали на землях бывшего Галицко-Волынского княжества и Кракова новую административную единицу — Королевство Галиции и Лодомерии (Galizien Lodomerien), которое просуществовало с 1772 по 1918 годы.